# Incheh-ye Hayy Mohammad
Incheh-ye Hajj Mohammad (en persa: اينچه حاج محمد‎, también romanizado como Īncheh-ye Ḩājj Moḩammad; también conocido como 'Abdolābād, Īncheh-ye Soflá e Īnjeh-ye Soflá) es una aldea en el distrito rural de Chaybasar-e Jonubi, en el distrito central del condado de Maku, provincia de Azerbaiyán Occidental, Irán. 

## Demografía
Según el censo de 2006, su población era de 34 habitantes, en 8 familias.